# Roger Ware Brockett
Roger Ware Brockett (Seville, 22 de outubro de 1938) é um engenheiro eletricista especialista em teoria de controle estadunidense, professor da cátedra An Wang de ciência da computação e engenharia elétrica da Universidade Harvard, fundador do Harvard Robotics Laboratory em 1983.

## Biografia
Brockett obteve um B.S. em 1960, um M.S. em 1962 e um Ph.D. em 1964 (orientado por Mihajlo Mesarovic), todos na Case Western Reserve University.
Após lecionar no Instituto de Tecnologia de Massachusetts de 1963 a 1969, foi para a Universidade Harvard, onde foi professor da Cátedra Gordon McKay de matemática Aplicada e em 1989 professor da Cátedra An Wang de Ciência da Computação e Engenharia Elétrica.

## Prêmios e honrarias
Brockett recebeu diversos prêmios e honrarias, incluindo:
- Fellow do Instituto de Engenheiros Eletricistas e Eletrônicos (IEEE) desde 1974[4]
- Eleito para a Academia Nacional de Engenharia dos Estados Unidos em 1991[5]
- Em 1989 o Prêmio Richard E. Bellman do American Automatic Control Council[6]
- Em 1991 o Prêmio Sistemas de Controle IEEE[7][8]
- Em 1996 o Prêmio W. T. e Idalia Reid da Society for Industrial and Applied Mathematics[9]
- Em 2005 a Medalha Rufus Oldenburger da ASME[10]
- Em 2009 a IEEE Leon K. Kirchmayer Graduate Teaching Award[11]
- Em 2012 tornou-se fellow da American Mathematical Society.[12]